# Cícero (gwinejski piłkarz)
Cícero, właśc. Cícero Casimiro Sanchez Semedo (ur. 8 maja 1986 w mieście Seia) – gwinejski piłkarz grający na pozycji napastnika.

## Kariera klubowa
Rodzice Cícero pochodzą z Gwinei Bissau, ale piłkarz urodził się już w Portugalii. Jest wychowankiem klubu UD Seia, wywodzącego się z jego rodzinnej miejscowości Seia. W 2003 roku trafił do Sportingu Braga, a rok później, w sezonie 2004/2005, zadebiutował w jego barwach w Superlidze. W rozgrywkach ligowych wystąpił jednak tylko w 8 meczach rundy jesiennej i zdobył jednego gola, w listopadowym meczu z GD Estoril-Praia (2:0).
Zimą 2005 Cícero zmienił barwy klubowe i za 3,5 miliona euro trafił do Dynama Moskwa, jako jeden z kilku piłkarzy z zaciągu portugalsko-brazylijskiego. W Premier Lidze zadebiutował 12 marca w przegranym 1:4 wyjazdowym sportkaniu z Zenitem Petersburg. W lidze wystąpił tylko w 11 spotkaniach, ale zdołał 3-krotnie pokonać bramkarzy rywali (pierwszy gol w lidze: 14 maja w przegranym 1:2 meczu z Amkarem Perm). Z Dynamem zajął 8. miejsce w lidze. W sezonie 2006, w którym Dynamo broniło się przed spadkiem, Cícero znów był rezerwowym i zdobył tylko jednego gola w Premier Lidze. W 2008 roku grał w rezerwach Dynama.
Latem 2008 roku Cícero wrócił do Portugalii i przeszedł do Vitórii Guimarães, w której zadebiutował 2 marca 2009 w meczu z Bragą (0:1). W Vitórii rozegrał 4 mecze. W 2009 roku odszedł do drugoligowego UD Oliveirense.
W 2010 roku Cícero został piłkarzem Rio Ave FC. Tam po raz pierwszy wystąpił 15 sierpnia 2010 w meczu z CD Nacional (0:1). Następnie trafił do FC Paços de Ferreira, skąd był wypożyczany do Moreirense FC i FK Astana. W 2015 przeszedł do Şanlıurfasporu.
| Sezon   | Klub                 | Kraj       | Rozgrywki       | Mecze | Bramki |
| ------- | -------------------- | ---------- | --------------- | ----- | ------ |
| 2004/05 | SC Braga             | Portugalia | Superliga       | 8     | 1      |
| 2005    | Dinamo Moskwa        | Rosja      | Priemjer-Liga   | 11    | 3      |
| 2006    | Dinamo Moskwa        | Rosja      | Priemjer-Liga   | 12    | 1      |
| 2007    | Dinamo Moskwa        | Rosja      | Priemjer-Liga   | 16    | 0      |
| 2008    | Dynamo-2 Moskwa      | Rosja      | IV. liga        | 3     | 1      |
| 2008/09 | Vitória SC           | Portugalia | Primeira Liga   | 7     | 0      |
| 2009/10 | UD Oliveirense       | Portugalia | Liga de Honra   | 27    | 8      |
| 2010/11 | Rio Ave FC           | Portugalia | Primeira Liga   | 13    | 0      |
| 2011/12 | FC Paços de Ferreira | Portugalia | Primeira Liga   | 0     | 0      |
| 2011/12 | Moreirense FC        | Portugalia | Segunda Liga    | 8     | 4      |
| 2012/13 | FC Paços de Ferreira | Portugalia | Primeira Liga   | 29    | 9      |
| 2013    | FK Astana            | Kazachstan | Priemjer Ligasy | 8     | 2      |
| 2014    | FK Astana            | Kazachstan | Priemjer Ligasy | 12    | 5      |
| 2014/15 | FC Paços de Ferreira | Portugalia | Primeira Liga   | 25    | 4      |
| 2015/16 | FC Paços de Ferreira | Portugalia | Primeira Liga   | 2     | 0      |
| 2015/16 | Şanlıurfaspor        | Turcja     | 1. Lig          |       |        |

## Kariera reprezentacyjna
W swojej karierze Cícero grał w reprezentacji Portugalii U-21, w której wystąpił 5 razy. W 2010 roku zdecydował się grać w reprezentacji Gwinei Bissau, w której wówczas zadebiutował.